# 세계화와 질병
세계화의 정보, 상품, 자본 그리고 사람간, 정치적, 지리적인 경계를 넘어선 그 흐름은 인간을 죽음으로 몰아넣을 수 있는 전염병을 번지게 하는데 일조했다. 이 전염병들은 역사 속에서 지리적으로 크게 퍼져나갔다. 아시아에서 유럽으로 퍼져나간 초기 질병같은 경우 다양한 타입의 인플루엔자와 같은 전염성 있는 질병이었다. 최근 세계화에서 세계는 다른 어느때 보다 더 상호의존적이다. 영향력있고 값싼 교통은 접근 불가능 지역을 매우 낮추게 했으며, 세계적으로 농업 쪽의 무역은 많은 사람들이 가축과 같이 동물 질병에 더 많이 접촉할 수 있는 상황을 만들었다.
세계화는 대항해 시대를 심화하였다. 하지만, 무역루트와 질병은 오랫동안 아시아와 유럽 사이에서만 함께 이뤄어졌다. 여행의 증가는 질병이 없던 원주민에게 질병을 퍼뜨리는 역할을 했다. 원주민 사람들은 세대 그 이전에 새로운 질병에 관한 면역체계가 없었기 때문에 새로운 질병에 쉽게 노출되고 걸릴 수 밖에 없었다. 인간관계학인 현대과학은 질병의 감염과 질병의 전염, 전파의 5가지 주요 원인인 공기전염, 물전염, 피에 의한 전염, 직접적인 전염 그리고 다른 생물체에 의한 전염(곤충 또는 다른 생물체가 종자체에서 다른 종에게 병을 전염시키면서 나타남)과 상대한다. 인간이 국가와 바다를 넘어서 여행을 시작했을 때, 보고서들은 앞서 말한 5가지 원인에 의해 질병이 퍼졌다고 보고한다.

## 여행패턴과 세계화
대항해시대는 15세기와 17세기 사이에 이루어졌다. 이 기간 조선술과 항해술의 발전은 국가가 기존의 바깥 경계선을 넘나드는 것을 쉽게 하였다. 세계화는 많은 이득을 낳았다. 예를 들면, 유럽인이 차, 실크 그리고 설탕과 같은 새로운 물건을 발견했다. 또한 아프리카에서 인도로 가는 향신료의 섬을 통해 아시아까지 가고, 결국 아메리카 대륙까지 가는 새로운 항해 루트를 더 개발했다.
이 무역된 상품들에 의하면, 많은 국가들은 노예를 거래하기 시작했다. 노예를 거래하는 것은 질병이 새로운 장소와 사람에게 노출될 수 있는 또다른 길이었다. 예를 들면, 사하라 사막 이남의 아프리카에서 캐리비안과 아메리카까지 가는 경우이다. 그 당시에 다른 사회들은 통합을 하기 시작했고, 인간과 동물을 특정한 장소에 집중시키는 일을 증가시켰다. 이는 새로운 질병이 동물과 인간이 돌연변이와 같은 구조상으로 변화하는 계기를 마련한 것이다. 이 기간에 마법사 그리고 주술사의 질병 치료법은 마술과 종교에 의해 이루어지기도 했다. 그리고 질병에 의한 몇몇 증상에 관심을 갖기 보다는 그들의 몸과 정신을 치료(힐링)하는데 집중했다. 초기 약은 허브의 중재역할을 하는 것들이 사용되기도 했다. 고고학적인 증언을 기초로 유럽과 남아메리카에서 몇몇 선사시대의 의사는 아픔을 완하시키기 위해 두개골에 구멍을 뚫는 관상톱을 사용했다. 심한 질병은 마법이나 초자연적인 현상으로 여기기도 했다. 아메리카에서의 유라시안의 질병의 소개로 인한 결과는 처참했다. 많은 원주민들이 식민지 지배자들이 사용한 총과 다른 무기들에 의해서 보다 더 많이 질병들에 의해 죽었다. 학자들은 이 4세기 동안에 기존의 아메리카의 인구를 90%나 제거했다고 설명한다.
대항해기간 동안의 유럽에서는 홍역, 천연두, 결핵이 아시아와 아프리카와의 무역이 성사되기 이전부터 있었다고 주장한다. 사람들은 유라시안 대륙으로부터 이같은 질병과 다른 질병의 항체를 만들었다. 유럽인들이 새로운 내륙을 여행할때, 그들은 이미 그 질병들을 함께 데리고 여행했다.(메모: 학자들은 결핵이 아메리카에서는 이미 풍토적으로 자리잡고 있었다고 본다) 처음 이같은 질병이 새로운 인구에게 소개되었을때, 원주민들에게 그 영향은 엄청 컸고, 죽음으로 다가오기도 했다. 콜롬버스 교환이라고 부르는 크리스토퍼 콜롬버스에 의한 캐리비안의 원주민과의 첫번째 접촉에서는 동물, 식물 무역을 했고, 부지불식간에 질병도 교환하고 있었다.
이는 사람들이 1800년대에 들어서기까지 질병에 대한 인식이 완전히 있지는 않았다. 많은 생각과 세균에 의한 아이디어가 나왔지만, 파스퇴르가 세균에 관한 그의 이론을 펼치기 전까지 사람들은 세균에 대해 인식하지 못하고 있었다. 하지만, 1881년 5월 22일 파스퇴르는 그의 첫 성공적인 백신과 함께 세균 이론에 대해 설명하고 설득했다. 탄저병은 백신은 양 25마리를 통제대상으로 하고, 또다른 양 25마리를 실험대상으로 실험되었다. 1881년 5월 31일 모든 양들은 탄저병에 걸렸다. 그리고 모든 통제되었던 양들은 죽었고, 백신을 맞은 다른 실험집단의 양들은 살아남았다. 파스퇴르의 실험은 질병 예방에서의 중요한 단계가 되었다. 그의 발견으로 다른 백신과의 결합이 이루어졌고, 세계화가 세계에 영향을 준 그 방향을 바꾸었다.

## 현대사회에서의 질병이 세계화에 준 영향
현대의 운반 방식은 더 많은 사람들과 상품으로 하여금 세계를 더 빠른 속도로 여행하게 만든다. 전염만  있는 질병의 매개체를 옮기는 공중의 길을 열기도 한다. 한 예시로는 웨스트나일 바이러스를 들 수 있다. 그것은 이 질병이 미국으로 전해졌다고 말한다. 그 방식은 '1999년 모기가 비행기의 바퀴에 달라붙었다가 바다를 건너 뉴욕에 내리면서'이다. 이 공중으로의, 비행기로의 여행은 사람들이 외국으로 여행할 수 있는 방법이 되었다. 또한, 그들이 여행하면서 질병들을 갖고 있다가 고향에 도착할때까지는 그 증상이 보이지 않지만 도착하고 나서 다른 사람들에게 전염하는 방식이 되었다.
약이 만들어지면서 많은 백신과 치료는 사람들이 가장 많이 시달린 질병(흑사병, 매독, 발진티푸스, 클로레라, 말라리아)을 위해 사용되었다. 그러나, 질병의 유기체의 혁명이 빨르기 때문에, 백신으로도 많은 질병에 의한 완전한 면역체계를 갖추기에는 어려움이 있었다. 백신 없이는 세계는 전염성이 짙은 질병에 취약했을 것이다. 이처럼 질병의 혁명은 현시대에서 가장 위협이 되는 존재이다. 예를 들면, 가장 최신인 "돼지 인플루엔자" 또는 H1N1은 원래의 감기에서 진화된 새로운 변종이다. 본토에서 기초로 한 몇세기에 걸친 아시안 플루로 알려졌다. 1918년에서 1920년까지, 세계1차대전은 유행병으로 50-100만명의 사람들을 죽였고, 미국같은 경우는 50만명만 남겨두기도 했다. H1N1은 조류, 돼지류와 사람 플루 부분으로 부분적으로 나뉘어 진화하였다.
세계화는 남쪽에서부터 북쪽까지 전염적인 질병을 퍼뜨렸지만, 비전염성의 질환인 문화적인 전염의 위험또한 퍼뜨렸다. 개발도상국에서는 이것을 타겟으로 하고 전염성 질환을 줄이는데 집중하는 것이 중요하다. 하지만, 남쪽의 질병을 유발하는 비전염성의 질환의 위험요소와 생활방식의 인자에 대해 다루는 것은 중요하다. 예를 들면 담배, 술, 건강에 해로운 음식의 소비와 사용에 대한 것이다.

## 특정한 질병들

### 흑사병
흑사병은 페스트균(Yersinia pestis)에 의해 발생하는 급성 열성 전염병이다. 페스트균은 현재 주로 아시아, 아프리카, 아메리카 대륙에 부분적으로 분포해 있다. 페스트균은 숙주 동물인 쥐에 기생하는 벼룩에 의해 사람에게 전파된다. 흑사병의 주요 형태는 가래톳 흑사병(bubonic plague), 패혈증형 흑사병(septicemic plague), 폐렴형 흑사병(pneumonic plague) 등이다. 중세에 유럽에서 크게 유행하여 희생자가 많았다. 국내에서는 근래에 발병이 보고된 바가 없다. 발병위치는 전신이다.
유럽에서는 1347년 처음 창궐한 이래 많은 희생자가 발생하여 공포의 대상이었다. 1340년대 흑사병으로 약 2천5백만 명이 희생되었다. 이 때의 흑사병은 중앙아시아나 인도에서 발원하여 전파된 것으로 추정되고 있다. 이는 당시 유럽의 인구의 약 30%에 달하는 숫자이다. 최초의 흑사병 확산이후 1700년대까지 100여 차례의 흑사병 발생이 전 유럽을 휩쓸었다.
14세기 중세 유럽에 퍼져나간 흑사병은 "대흑사병"이라 불린다. 14세기 유럽의 흑사병은 사회 구조를 붕괴시킬 정도로 유럽 사회에 큰 영향을 주었다. 당시 유럽에서는 흑사병이 왜 생기는지는 몰랐기 때문에, 거지, 유대인, 한센병 환자, 외국인 등이 흑사병을 몰고 다니는 자들로 몰려서 집단폭력을 당하거나, 심지어는 학살을 당하기도 하였다. 물론 사회학적으로 비평했을 때 흑사병 기간 동안 일어난 학살들은 마녀사냥처럼 흑사병으로 인한 사회적 혼란을 사회적 소수자들에게 전가한 희생양적인 폭력이었다. 한편, 흑사병의 창궐은 삶에 대한 태도도 바꾸어 "지금 이 순간을 즐기자"는 신조를 낳았고, 이는 보카치오의 《데카메론》 등에 반영되었다. 흑사병은 유럽인들의 종교적인 사고에도 영향을 주어, 일부 사람들은 하느님이 흑사병으로 심판하니 고행을 함으로써 죄를 씻어야 한다는 주장을 하고 다니기도 했다.
흑사병이라는 이름은 1883년에 붙여졌는데, 피부의 혈소 침전에 의해 피부가 검게 변하는 증상 때문에 붙여진 이름이다. 증상이 더욱 진행되면 검게 변색된 부위에 괴저가 발생하고, 죽음에 이르게 된다. 흑사병은 임상병리학에서 서혜 임파선종 중 가장 위험한 종류로 다루어진다. 흑사병은 박테리아의 일종인 예르시니아 페스티스가 원인균으로 이에 감염된 쥐의 혈액을 먹은 벼룩이 사람의 피를 빨면서 병을 옮기게 된다. 19세기까지 흑사병은 쥐에 의해 전파되는 것으로 알려졌으나 20세기에 들어서서는 반드시 그렇지는 않다는 주장이 제기되었다. 흑사병이 쥐와 사람이 함께 걸리는 전염병이기는 하나, 장거리 여행을 하는 것은 쥐가 아닌 사람이라는 주장이다.

### 홍역
홍역은 홍역 바이러스에 의한 감염으로 발생하며 전염성이 강하여 감수성 있는 접촉자의 90% 이상이 발병한다. 발열, 콧물, 결막염, 홍반성 반점, 구진이 복합적으로 나타나며 질병 특유의 점막진을 특징으로 한다. 한번 걸린 후 회복되면 평생 면역을 얻게 되어 다시는 걸리지 않는다. 주로 면역되지 않은 학령기 이전 소아에 호발하며, 비말을 통해 호흡기로 감염된다. 홍역은 동물 전파 매개체가 없고, 오직 사람에게만 감염된다.

### 발진티푸스
발진티푸스는 발진티푸스 리케치아(Rickettsia prowazekii)에 감염되어 발생하는 급성 열성 질환으로, 한랭지역의 이(louse)가 많이 서식하는 비위생적인 환경에서 거주하는 사람들 사이에서 발생하며, 역사적으로는 전쟁이나 기근 등이 생길 때 유행하였다. 멕시코의 산악지대나 중앙 아메리카, 남 아메리카, 중앙 아프리카, 아시아 지역의 여러 나라에서 풍토병으로 존재한다. 발진티푸스 리케치아의 병원소(병원체가 증식하면서 생존하여 다른 숙주에 전파될 수 있는 상태로 저장되는 장소)는 사람이지만, 감염원은 리케치아균을 가지고 있는 환자의 피를 빨아 먹은 이(louse)이다. 균에 감염된 이의 배설물에 리케치아균이 섞여 나오며, 이는 흡혈 후 약 3∼8일 후에 죽는다. 사람은 이에 물려서 생긴 상처나 피부의 표재성 찰과상을 통해 이의 배설물에 들어있던 리케치아균이 몸 속으로 들어와서 감염된다. 균에 감염된 이의 배설물이 섞인 먼지를 흡입하여 감염되기도 한다. 인간에서 인간으로 직접 감염 되지는 않는다. 발병위치는 전신이다.

### 매독
매독은 스피로헤타(spirochete)과에 속하는 세균인 트레포네마 팔리듐균(Treponema pallidum)에 의해 발생하는 성병이다. 매독균은 성관계에 의해 주로 전파되지만 모체에서 태아에게로 전파되는 경우도 있다. 병의 전파는 성관계를 통해 이루어지지만 전반적인 신체 장기에 염증성 질환을 일으킬 수 있다. 매독(梅毒)은 매독균(spirocheta)에 의한 전염병이며 성병이다. 그 시기를 분류하자면 1기 매독, 2기 매독, 3기 매독으로 나눈다. 성병 중에서 매우 나쁜 성병으로 어머니가 걸렸을 경우에는 아이가 기형이 될 수 있다. 난치이며, 한번 걸리면 거의 평생 동안 혈액 검사에서 완치후에도 계속 양성 반응이 나온다. 신경성 매독은 뇌의 손상을 가져오기도 한다. 현재 대한민국에서는 드물고 항생제로 치료한다.

### 천연두
천연두는 종두가 실시된 후, 1977년 소말리아의 마지막 환자를 끝으로 WHO가 공식적으로 박멸한 것으로 선언한 바이러스 전염병이다. 옛날 조선에서는 ‘마마’, ‘두창’이라고 불리었으며, 1879년에 지석영이 이를 퇴치하기 위해 종두를 처음으로 주사하였다. ‘백신’의 보급으로 완전히 박멸된 첫 번째 전염병이다.  두창은 발열, 수포, 농포성의 병적인 피부 변화를 특징으로 하는 급성 질환으로, 두창 바이러스에 의해 발생한다. 사망률이 매우 높은 감염질환으로, 한 때 우리나라를 포함하여 전세계 전체 사망 원인의 10%를 차지하기도 하였다. 1979년에 전 세계적으로 두창은 사라진 질병으로 선언되었고, 현재까지 자연적인 질병의 발생은 보고된 바가 없다. 1980년 이후로 대한민국의 모든 의과대학에서도 배우지 않는다. 두창은 천연두 혹은 우두에 걸리면 예방이 되나, 우두 백신을 맞아 예방할 수 있다. 그러나 현재는 그 백신을 쓰지 않는다. 그러나 두창 바이러스가 생물 테러무기로 이용될 가능성이 알려지면서 최근 다시 관심이 모이고 있는 질환이다.
현재 천연두 바이러스를 연구하기 위해 남긴 실험용 샘플을 완전 폐기할 것인가 말 것인가를 두고 논란 중이다. 연구를 위해 샘플을 남겨두자는 측과 혹시라도 다시 밖으로 유출되어 문제를 일으킬 수도 있다는 주장이 맞서고 있다. 일부 국가에서는 천연두 바이러스를 생화학 무기에 이용하기 위해 연구중이라는 소문도 있었다. 흔히 말하는 곰보 자국을 남기는 질병이며, 치사율이 95%로 매우 높았다.

## 같이 보기
- 샤가스병
- 전염병의 박멸
- 감염
- 범유행 목록
- 범유행
- 전염 (의학)
- 열대성 질병